# Йежи Анджеевски
Йѐжи Анджеѐвски или Анджейѐвски (на полски: Jerzy Andrzejewski) е полски писател, сценарист, публицист и опозиционен деец. Носител на Ордена на възродена Полша (2006).

## Биография
Роден е във Варшава през 1909 година. В периода 1927 – 1931 г. следва полска филология във Варшавския университет.

## Творчество
- Drogi nieuniknione (Неизбежни пътища), Варшава, 1936 г. – сборник с разкази
- Ład serca (Съзвучие на сърцето), Варшава, 1938 г. – роман
- Apel, Лондон, 1945 г.
- Noc (Нощ), Варшава, 1945 г.
- Święto Winkelrida (Свети Винкелрид), Краков, 1946 г. (в съавторство с Йежи Загурски)
- Popiół i diament (Пепел и диамант), Варшава, 1948 г. – роман (екранизиран от Анджей Вайда през 1958 г.[3])
- Aby pokój zwyciężył, Варшава, 1950 г.
- O człowieku radzieckim, Варшава, 1951 г.
- Partia i twórczość pisarza, Варшава, 1952 г.
- Ludzie i zdarzenia 1951, Варшава, 1952 г.
- Ludzie i zdarzenia 1952, Варшава, 1953 г.
- Wojna skuteczna, czyli opis bitew i potyczek z Zadufkami, Варшава, 1953 г.
- Książka dla Marcina (Книга за Марчин), Варшава, 1954 г.
- Złoty lis (Златната лисица), Варшава, 1955 г.
- Ciemności kryją ziemię (Тъмнина покрива земята), Варшава, 1957 – повест (екранизирана от Станислав Барабаш през 1989 г.[4])
- Niby gaj, Warszawa 1959
- Bramy raju (Вратите на рая), Варшава, 1960 г. – повест (екранизирана от Анджей Вайда през 1968 г.[5])
- Idzie skacząc po górach, Варшава, 1963 г.
- Apelacja, Париж, 1968 г.
- Prometeusz, Варшава, 1973 г.
- Teraz na ciebie zagłada, Варшава, 1976 г.
- Już prawie nic, Варшава, 1979 г.
- Miazga (Пихтия), Варшава, 1979 г. – роман
- Ossolineum, Вроцлав, 2002 г.
- Nowe opowiadania, Варшава, 1980 г.
- Nikt (Никой), Варшава, 1983 г. – повест
- Gra z cieniem, Варшава, 1987 г.
- Z dnia na dzień, Варшава, 1988 г.
- Zeszyt Marcina, Варшава, 1994 г.